# Ergonomija
Ergonomija je znanstvena disciplina (znanost o radu) kojoj je zadatak da istražuje ljudski organizam i ponašanje, te pruža podatke o prilagođenošću predmeta s kojima čovjek dolazi u kontakt. Dakle, ergonomija proučava anatomske, fiziološke i druge parametre ljudskog tijela. To nije neovisna znanost nego se koristi podacima svih disciplina koje se bave čovjekom (medicinom, psihologijom, matematikom, optikom, akustikom, itd.). 
Ergonomija omogućava da se kvalitetno radi, poveća proizvodnja, smanji broj profesionalnih oboljenja i da se poveća efikasnost i sigurnost uporabe predmeta. Ergonomija mora biti najčvršće povezana s konstrukcijom i tehničkim projektiranjem proizvoda (s jedne strane) i dizajniranjem (s druge strane). 
Dizajn ne može mijenjati čovjeka, ali putem ergonomije saznaje o čimbenicima koji su čovjeku potrebni. Upravo ergonomija omogućava dizajneru da prilagođava ili promijeni predmet u najprikladnijoj kombinaciji za čovjeka. Idealna situacija kaže da bi dizajn nekog uređaja trebao početi od čovjeka, ali najčešće se događa suprotno. Zato je važno uočiti da je dizajn oblikovan za ljude na osnovu podataka o konačnom korisniku. Ergonomija kao znanost daje principe dimenzija za oblikovanje predmeta s koji korisnik dolazi u doticaj.

## Poveznice
- Dizajn
- Anatomija

## Vanjske poveznice
- Ergonomija Hrvatska tehnička enciklopedija, portal hrvatske tehničke baštine. LZMK